# Холостенко Віталій Якович
Віталій Холостенко (рум.: Vitaliy Kholostenko; травень 1900, місто Ізмаїл, Російська імперія — 17 грудня 1937) — румунський і радянський комуністичний політик. Він використовував декілька псевдонімів, серед яких Охонін, Барбу та Петрулеску.

## Раннє життя
Народився в Ізмаїлі, Бессарабська губернія в Російській імперії (на території сучасної Одеської області, Україна).
У революційному русі з літа 1917 року. На початку 1918 року брав участь у боях за оборону міста Ізмаїла проти румунських військ. З 1918 до 1921 року — один із організаторів більшовицького підпілля Бессарабії. Член Комуністичної партії з 1919 року. Входив до Бухарестської комуністичної організації, був членом Ізмаїльського повітового комітету партії та секретарем Південно-Бессарабського районного комітету партії.
Був студентом у Бухаресті на початку 1920-х років. Холостенко приєднався до Соціалістичної партії Румунії та був одним із членів, які проголосували за її трансформацію в Соціалістично-комуністичну партію (майбутню Румунську комуністичну партію, PCdR) у травні 1921 року. Він був негайно заарештований разом з керівництвом нової формації, і зіткнувся з судовим переслідуванням у процесі Dealul Spirii, перебуваючи під вартою в Яссах протягом наступного року. Влітку 1922 року потрапив під амністію.
Після звільнення перейшов ріку Дністер та втік до Радянського Союзу. З 1922 до 1924 року працював у партійних органах міста Москви. У 1924—1928 роках — завідувач відділу пропаганди і агітації та член Бюро Молдавського обласного комітету КП(б)У. Одночасно голова Республіканської ради Молдавської АРСР Товариства бессарабців у СРСР. Був протеже Християна Раковського. 
Його повернення до Румунії залишається загадковим — у 1928 році призначений членом закордонного бюро ЦК Комуністичної партії Румунії із партійної роботи в Бессарабії та Буковині. І того ж 1928 року Холостенко був обраний генеральним секретарем румунської партії. Новий радянський лідер Йосип Сталін подбав про те, щоб зміцнити свій контроль над обраною групою румунських лідерів, довіривши Віталію Холостенко втілити тезу Комінтерну про неоднорідний характер румунської держави (з необхідністю звільнення пригноблених людей, якими вона керувала). Реакція на цю мету вже спровокувала кризу в партії.

## Політична роль
Холостенко не зміг виконати завдання об'єднати румунську тюремну фракцію (більшість її членів відбували покарання у румунській в'язниці) з групою всередині Радянського Союзу (московська фракція). Більш прив'язаний до останнього, він зіткнувся з лютою опозицією Марселя Паукера. Паукер брав участь у незліченних політичних битвах у Румунії та прагнув стати наступним генеральним секретарем. Сталін вирішив відхилити обидва варіанти і викликав Марселя Паукера до Радянського Союзу (доручивши йому інші завдання), а Холостенка замінив Олександр Стефанський.
У серпні 1930 року відкликаний у СРСР, закінчив московський Інститут червоної професури, працював у апараті ЦК ВКП(б).
Заарештований у 1937 році під час Великих чисток (так званої «румунської операції»). Окрім зв'язку з Раковським (що, мабуть, викликало підозру, що він був прихильником лівої опозиції), він став непотрібним Сталіну після того, як Комінтерн відмовився від доктрини Народного фронту. Засуджений до страти за звинуваченням у шпигунстві на користь королівської Румунії, розстріляний 17 грудня 1937 року в Тирасполі.